# Gabrielle Christian
Gabrielle Christine Horchler (Washington D. C., 30 de julio de 1984) es una actriz estadounidense. Más conocida como Gabrielle Christian, utiliza ese segundo nombre en memoria de su hermano, que se llamaba así y falleció en 1991 a causa de una enfermedad conocida como SMSL (síndrome de muerte súbita del lactante).

## Biografía

### Infancia y comienzos
Nació el 30 de julio de 1984 en Washington D. C. Sus padres son Gabe, un trabajador de la biblioteca del congreso de Washington y Joani, directora ejecutiva de SIDS Educational Services, Inc. Creció en Cheverly, MD. Comenzó actuando mientras asistía a la secundaria en la Escuela Secundaria Eleanor Roosevelt, ubicada en Greenbelt, Maryland. Comenzó a actuar en la serie de televisión Young Americans, y estudió teatro en la Universidad de Pittsburgh.

### Actualidad
Se mudó a la ciudad de Los Ángeles a la edad de 19 años en búsqueda de cumplir su sueño de ser una actriz famosa, donde interpretó papeles en varias series de televisión. Posteriormente se trasladó a Hollywood. Interpretó a  Spencer Carlin en la serie South of Nowhere. Además fue invitada especial de Numb3rs, CSI: Miami, Drake & Josh, Windfall, Without a Trace, What Should You Do? y Powers.
Se casó el 11 de julio de 2009 con Justin Mentzer.

## Filmografía
- Young Americans (2000) como Grace Banks.
- What Should You Do? (2003) como Tai.
- Without a Trace (2004) como Monica.
- Drake & Josh (2005-2007) como Lucy.
- South of Nowhere (2005-2008) como Spencer Carlin.
- Joe Lies (2006).
- Windfall (2006) como Miranda Keyton.
- How To Save A Life (2006) (Videoclip de la banda The Fray).
- Girltrash! (2007) como Colby Robson.
- CSI: Miami (2007) como Amy Hobbs.
- Numb3rs (2008) como Audrey Doran.
- Dr. House (2010) como hija de Abby.